# Gunungiella tritiya
Gunungiella tritiya är en nattsländeart som beskrevs av Schmid 1968. Gunungiella tritiya ingår i släktet Gunungiella och familjen stengömmenattsländor. Inga underarter finns listade i Catalogue of Life.